# 4010-es busz
A 4010-es jelzésű autóbuszvonal Mezőkövesd és környékének egyik regionális járata, melyet a Volánbusz Zrt. lát el a mezőkövesdi autóbusz-állomás és Mezőcsát között, Négyes és Tiszadorogma érintésével.

## Közlekedése

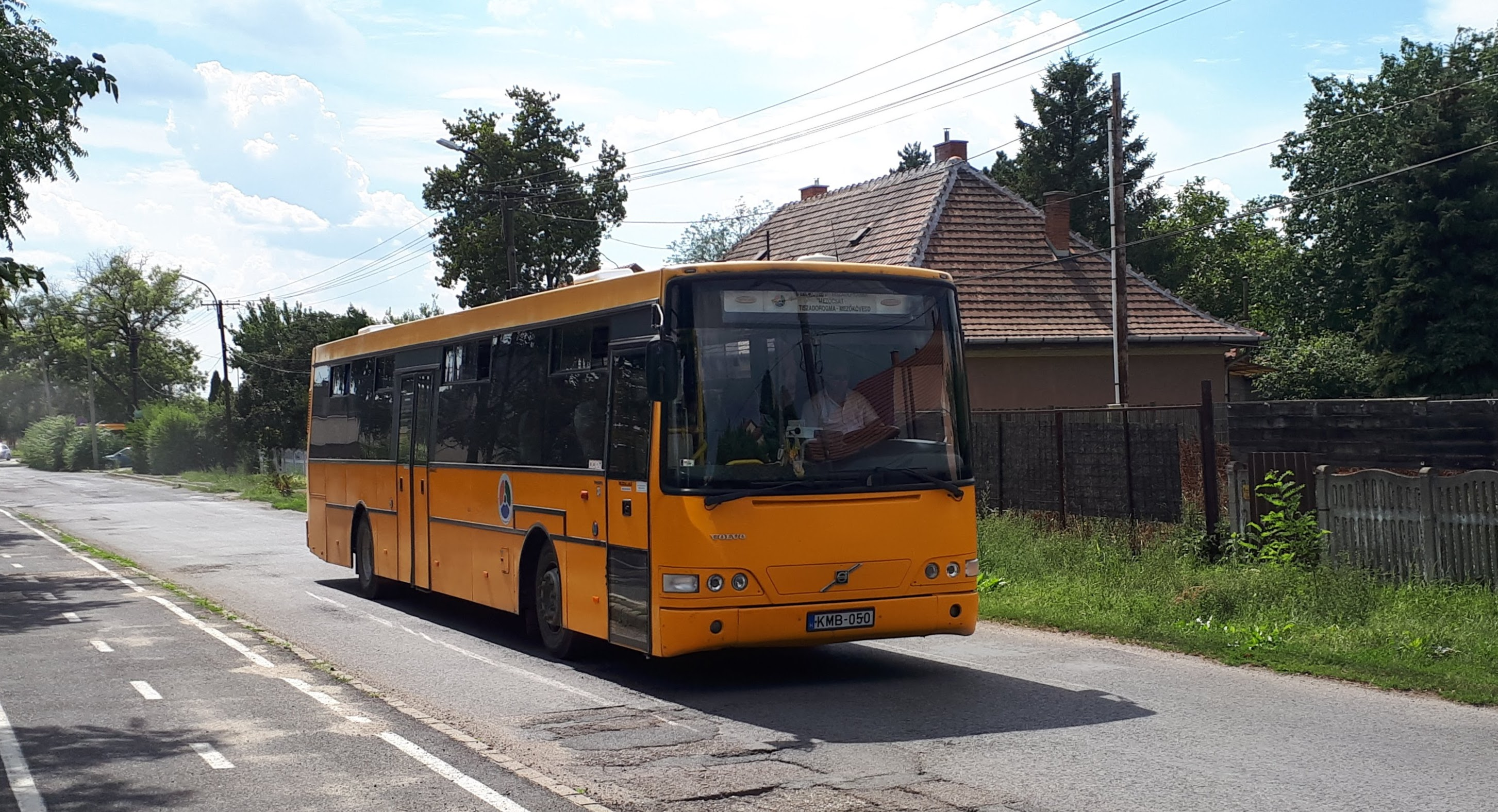
Egy, a vasútállomásról induló Alfa Regio

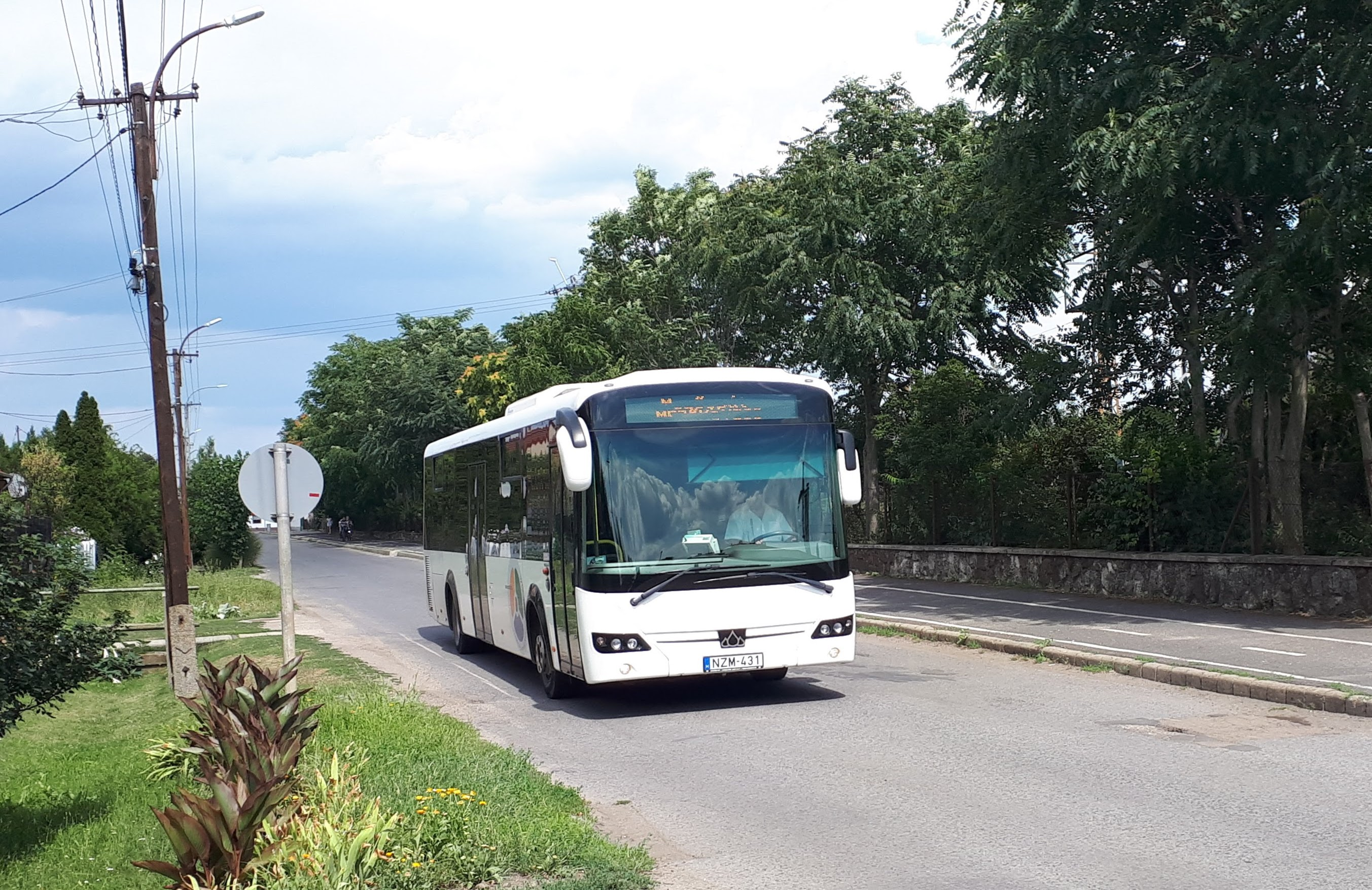
A vonalon előfordulnak Credo Econell 12 buszok is...

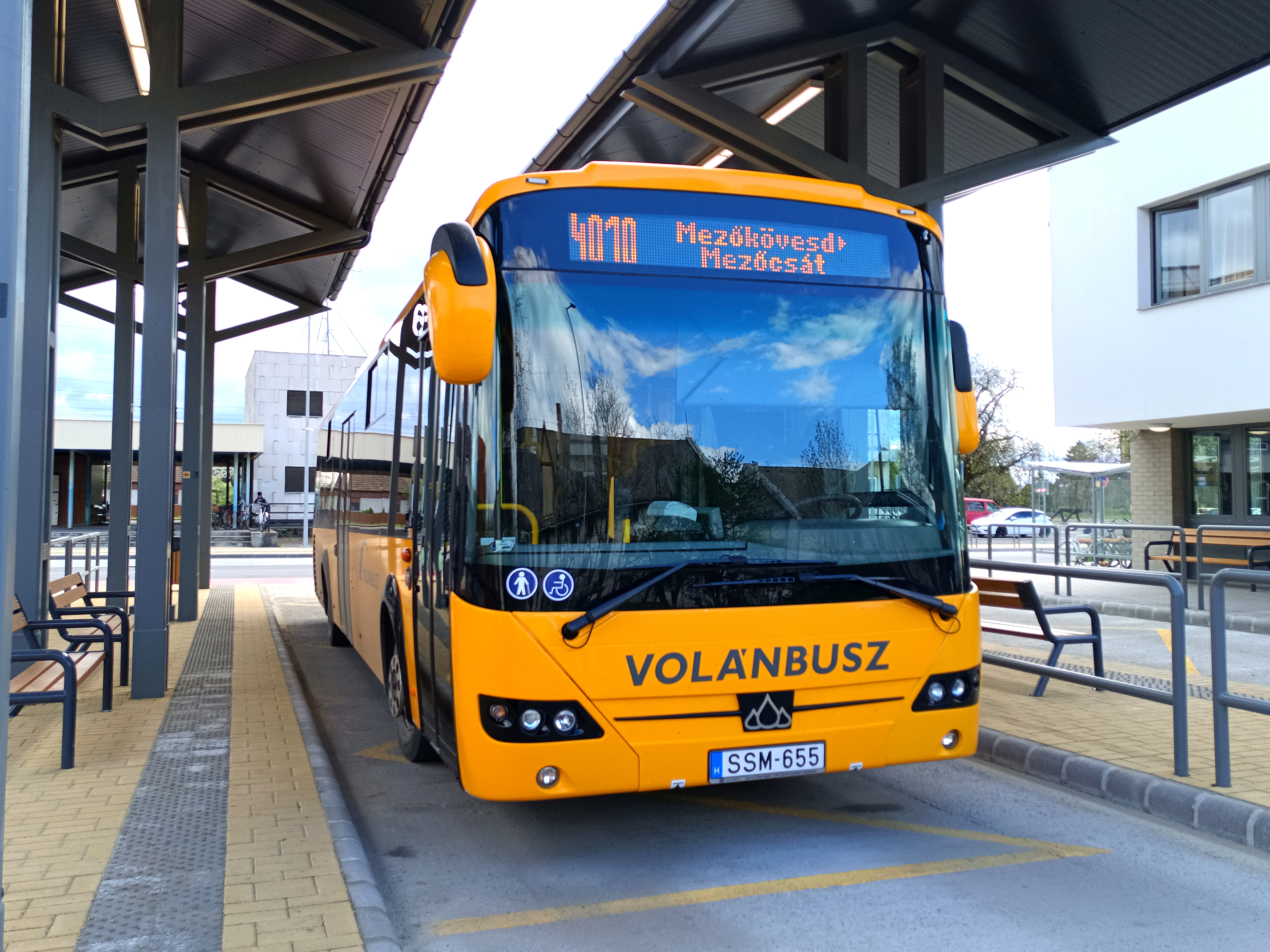
...melyek közül az egyik indulására vár Mezőkövesden

A járat a Borsod-Abaúj-Zemplén vármegyei Mezőkövesdi járás székhelyéről, Mezőkövesdről indul, végállomása a szintén járásközpont Mezőcsát. A két város között nem ez a leggyorsabb útvonal, hanem a Mezőkeresztesen és Gelejen át vezető, melyet a Tiszaújvárosba tartó buszok, illetve távolsági járatok használnak, e járat a Tisza partján fekvő kistelepüléseket szolgálja ki. Mivel minden indítása a Mezőkövesd vasútállomás mellett 2023-ban átadott új autóbusz-állomásról indul, illetve érkezik, csatlakozást nyújt az érkező, vagy az induló vonatokhoz. Napi fordulószáma viszonylag magasnak mondható.
A legtöbb érintett települést kizárólag ez a járat szolgálja ki, így az is különösen fontos, hogy Mezőcsáton legtöbb indítása kapcsolatot ad a 3743-as számú, miskolci buszhoz.

## Megállóhelyei
| 0  | Mezőkövesd, autóbusz-állomás végállomás | 28 | 1057, 1341, 1344, 1375, 1376, 1377, 1379, 1380, 1382, 1426, 1427, 1447, 1468, 3146, 3418, 3419, 3421, 3749, 4001, 4005, 4006, 4007, 4008, 4013, 4014, 4015, 4016, 4017, 4018, 4023, 4026, 4027, 4030, 4157 |
| 1  | Mezőkövesd, SZTK rendelőintézet         | 27 | 2, 2A, 2B, 5C, 5D, 5E, 5Y, 6A, 6B, 7A, 7B, 8 4001, 4016, 4017, 4023 |
| 2  | Mezőkövesd, Széchenyi utca              | 26 | 2, 2A, 2B, 5C, 5D, 5E, 5Y, 6A, 6B, 7A, 7B, 8, 8A 1344, 1377, 1468, 4001, 4016, 4017, 4023 |
| 3  | Mezőkövesd, vasútállomás                | 25 | 2, 2A, 2B, 5C, 5D, 5E, 5Y, 6A, 6B, 6C, 7A, 7B, 8, 8A, 8B 4001, 4016, 4017, 4023 személyvonat, sebesvonat, gyorsvonat, expresszvonat                                                                        |
| 4  | Mezőkövesd, rutinpálya                  | 24 | 6, 6A, 6B, 6C, 6D 1468, 4001, 4017 |
| 5  | Egerlövő, autóbusz-váróterem            | 23 | 1344, 1375, 1377, 1447, 1468 |
| 6  | Egerlövő, Csatorna őrtelep              | 22 | |
| 7  | Borsodivánka, autóbusz-váróterem        | 21 | 1344, 1375, 1377, 1447, 1468 |
| 8  | Borsodivánka, iskola                    | 20 | |
| 9  | Borsodivánka, József Attila utca 86.    | 19 | |
| 10 | Négyes, gátőrség                        | 18 | |
| 11 | Négyes, autóbusz-váróterem              | 17 | |
| 12 | Négyes, Rákóczi utca 90.                | 16 | |
| 13 | Tiszavalk, temető                       | 15 | |
| 14 | Tiszavalk, autóbusz-váróterem           | 14 | |
| 15 | Tiszabábolna, Fő utca 66.               | 13 | |
| 16 | Tiszabábolna, tanya                     | 12 | |
| 17 | Tiszadorogma, kultúrház                 | 11 | |
| 18 | Tiszadorogma, Deák Ferenc utca          | 10 | |
| 19 | Tiszai gátőrház                         | 9  | |
| 20 | Ároktő, gátőrház                        | 8  | |
| 21 | Ároktő, bejárati út                     | 7  | |
| 22 | Ároktő, autóbusz-forduló                | 6  | |
| 23 | Ároktő, bejárati út                     | 5  | |
| 24 | Irigyli szőlők                          | 4  | |
| 25 | Mezőcsát, gyümölcsöskert                | 3  | 3963 |
| 26 | Mezőcsát, Szent István utca             | 2  | 3963 |
| 27 | Mezőcsát, Alkotmány út                  | 1  | 3963 |
| 28 | Mezőcsát, autóbusz-váróterem végállomás | 0  | 1057, 1341, 1424, 3741, 3743, 3747, 3963, 3964, 3965, 3976, 4008, 4030 |